# Homotermia
Homotermia é estado em que uma massa de água, por exemplo uma camada do oceano, onde a temperatura é constante, ou onde a variação da temperatura é muito baixa em relação à variação da profundidade, chegando a ordens menores que 0,01°C/100m, normalmente ocorrendo em profundidade.